# Agaton (papież)
Agaton (ur. ok. 577 na Sycylii, zm. 10 stycznia 681) – święty Kościoła katolickiego i prawosławnego, 79. papież w okresie 27 czerwca 678 do 10 stycznia 681.

## Życiorys
Był synem bogatej rodziny greckiej osiadłej na Sycylii i mnichem. Po śmierci rodziców rozdał ich majątek i wycofał się do klasztoru w Palermo.
Nawiązał stosunki z biskupami angielskimi i wskazał na Irlandię jako na ośrodek kultury. Po konsekracji cesarz Konstantyn IV zaprosił papieża do przedyskutowania kwestii monoteletyzmu. Agaton z radością się na to zgodził, lecz najpierw odbył 4 synody: m.in. w Hatfield pod przewodnictwem abpa Teodora i w Rzymie 27 marca 680, któremu osobiście przewodniczył. Następnie zwołał Sobór konstantynopolitański III (680–681), który potępił monoteletyzm, co przyczyniło się do przywrócenia założeń soboru chalcedońskiego i zakończenia schizmy pomiędzy Rzymem, a Konstantynopolem. Papież zmarł w Rzymie, podczas trwania soboru, lecz jego założenia zostały przyjęte.
27 marca 680 spotkał się z arcybiskupem Rawenny Teodorem na synodzie rzymskim. Udało mu się wynegocjować ostateczne zakończenie autonomii Rawenny w zamian za konsekrację i wręczenie paliusza nowym arcybiskupom przez papieża. Ponieważ stan finansów Kościoła za jego pontyfikatu był tragiczny, Agaton sam pełnił funkcję skarbnika. Dzięki temu uzyskał od cesarza zgodę na zwolnienie z opłat dla egzarchy raweńskiego, w zamian za przywrócenie praktyki zatwierdzania papieża przez cesarza bizantyńskiego.
Wysłużył sobie tytuł Taumaturga ze względu na liczne cuda, których według Kościoła katolickiego dokonał; został kanonizowany. W chwili objęcia tronu papieskiego miał przeszło 100 lat, co czyni go najstarszym wybranym papieżem w historii.
Wspomnienie liturgiczne w Kościele katolickim obchodzone jest w dzienną pamiątkę śmierci. Cerkiew prawosławna wspomina świętego papieża 20 lutego/5 marca, tj. 5 marca (w roku przestępnym 4 marca) według kalendarza gregoriańskiego.